# D.Hosahalli, Turuvekere
D.Hosahalli là một làng thuộc tehsil Turuvekere, huyện Tumkur, bang Karnataka, Ấn Độ.